# Александар Словен
Свети мученик Александар је хришћански светитељ. По пореклу је Словен. Био је осамнаестогодишњи војник у војсци цара Максимијана. Одбио је да по царевој наредби ода почаст идолима, због чега је дат капетану Тиверијану, да га или усаветује, да се одрекне Христа, или пак да га мучи и погуби. Пошто су савети били узалудни, узео га је Тиверијан са собом и повео преко Македоније у Цариград, куда је и сам морао по дужности ићи. У сваком месту млади Александар је љуто мучен; али у сваком месту излазили су пред њега хришћани молећи га за благослов и храбрећи га у подвигу. За њим је следовала и мајка његова Пименија. Хришћани верују да се у току овога путовања Александру више пута јављао анђео Божји блажећи муке његове и храбрећи га. На једном месту, званом Карасура, мученик је створи чудо молитвом; наиме, када је жеђ досадила и њему и војницима, који су га пратили, он је извео извор хладне воде. На обали реке Ергине наредио је Тиверијан, да џелат посече Александра и тело му баци у воду. У хришћанској традицији помиње се да, када је џелат замахнуо над главом мучениковом, видео је светле анђеле унаоколо, и уплашио се, и клонула му је рука. Упитао га Александар, зашто му је клонула рука, а он је рекао, да види неке светле младиће около њега. Жељан смрти и сједињења са Богом Александар се помолио Богу, да одступе ангели, те да се џелат не плаши. И тако је џелат одрадио свој посао 298. године. Пименија је извадила тело свога сина из реке и часно га сахранила. Помињу се многа исцељења на гробу светог мученика.
Српска православна црква слави га 13. маја по црквеном, а 26. маја по грегоријанском календару.